# Joseph Hansen (escritor estadounidense)
Joseph Hansen (Aberdeen, Dakota del Sur, 19 de julio de 1923-Laguna Beach, California, 24 de noviembre de 2004) fue un escritor de misterio estadounidense.

## Vida y obra
Fue el creador de un investigador de seguros homosexual, Dave Brandstetter, encuadrado en la agencia Medaillon. Novelas de este personaje fueron Fade Out (1970), Death Claims (1973), Troublemaker (1975), The Man Everybody Was Afraid of (1978), Skinflick (1979), Gravedigger (1982) y Nightwork (1984). Las investigaciones de Brandstetter están influidas a menudo por su condición sexual, que asume de una manera muy consciente y racional.
Otras novelas de Joseph Hansen son Stranger to Himself (1977), Pretty Boy Dead (1977) y Backtrack (1982).
Hansen estuvo casado con la artista Jane Bancroft, una lesbiana, desde 1943 hasta su muerte el año 1994. El mismo decía que su relación era eso de "un hombre gay y una mujer que se aman el uno al otro.".